# آلمان در المپیک تابستانی ۱۹۳۶
آلمان در بازی‌های المپیک تابستانی ۱۹۳۶ که در شهر برلین آلمان نازی برگزار شد، کاروان آلمان با ۴۳۳ ورزشکار در این رقابت‌ها شرکت کرد و موفق به کسب ۸۹ مدال (۳۳ طلا، ۲۶ نقره، ۳۰ برنز) شد. در جدول رتبه‌بندی توزیع مدال‌ها، آلمان در ردهٔ ۱ مسابقات قرار گرفت.